# Leucania brevica
Leucania brevica är en fjärilsart som beskrevs av Márton Hreblay och Albert Legrain. Leucania brevica ingår i släktet Leucania och familjen nattflyn. Inga underarter finns listade i Catalogue of Life.